# مجمع مدرسین و محققین حوزه علمیه قم
مجمع مدرسین و محققین حوزهٔ علمیه قم، جمعی متشکل از روحانیون مدرس و محقق حوزهٔ علمیهٔ قم است که بعد از دوم خرداد ۱۳۷۶ در قم بنیانگذاری شد و با مشی «اصلاح طلبی، تغییر و اصول‌گرایی انقلابی اصیل» به فعالیت سیاسی در حوزهٔ عمومی کشور و البته حوزهٔ علمیهٔ قم می‌پردازد.

## مشی و جایگاه
بنیانگذاران اصلی این مجمع شامل عبایی خراسانی، موسوی تبریزی، بیات زنجانی و … هستند. اعضای آن که اکنون اکثراً اصلاح‌طلبان، مدرسان درس خارج حوزه علمیه قم، استادان دانشگاه روحانی و شاگردان منتظری می‌باشند، دارای نفوذ و قدرت نسبی در میان مراجع و برخی لایه‌های حوزهٔ علمیهٔ قم و تا حدودی به عنوان جریان رقیب جامعهٔ مدرسین حوزهٔ علمیهٔ قم فعالیت می‌کنند.
این جریان سیاسی و مذهبی فارغ از اقدامات فرهنگی و مذهبی، همچون چاپ کتاب‌های اصلاح دینی، برگزاری جلسات سخنرانی و غیره، در میان اصلاح‌طلبان کشور نیز جایگاهی ویژه دارد و در انتخابات و جریانات سیاسی و اعتراضات همراه با اقدامات و بیانیه‌ها و حمایت‌ها، همراه با دیگر اصلاح طلبان چون حزب مشارکت، مجمع روحانیون و سازمان مجاهدین انقلاب اسلامی و غیره، مشی و روش اصلاح طلبی را پیگیری کرده‌اند.
این تشکل در وقایع بعد از انتخابات دهم ریاست جمهوری نقش ویژه‌ای ایفا کرده‌است.

## اعضا
برخی از اعضای این تشکل سیاسی-مذهبی افراد زیر هستند:
سید حسین موسوی تبریزی، سید محمدعلی ایازی، محمود صلواتی، محمدتقی فاضل میبدی، سید ابوالفضل موسویان، محمدعلی کوشا، سید سراج‌الدین موسوی، اسدالله بیات زنجانی، مسعود ادیب، مهدوی آملی، داود فیرحی، ناظم زاده قمی، علی ظهیری، صادق کاملان، محمد رضا یوسفی، سید رضا برقعی مدرس، عبدالرحیم سلیمانی، سعیدیان فر، مقدم و دیگر اعضا.
دبیر فعلی مجمع محققین و مدرسین حوزه که در قم فعالیت می‌کند، سید حسین موسوی تبریزی است.